# Симон III фон Спонхайм-Кройцнах
Симон III фон Спонхайм-Кройцнах (на немски: Simon III von Sponheim in Kreuznach; * сл. 1330; † 30 август 1414) е последният управляващ граф на предното Графство Спонхайм от 1380 до 1414 г. от линията Спонхайм-Кройцнах, също чрез брак (de iure uxoris) граф на Вианден от 1348 до 1414 г.

## Биография
Той е единственият син на граф Валрам фон Спонхайм-Кройцнах († 1380) от род Спанхайми и съпругата му Елизабет фон Катценелнбоген († 1383), дъщеря на граф Вилхелм I фон Катценелнбоген († 1331) и Аделхайд фон Валдек († 1329). Внук е на граф Симон II фон Спонхайм-Кройцнах († 1336) и Елизабет фон Фалкенбург († 1335).
През 1348 г. Симон III се жени за Мария фон Вианден (* ок. 1337; † 21 октомври 1400), която му донася град и Графство Вианден. Тя е дъщеря на граф Хайнрих II фон Вианден († 1337) и Мария фон Дампиер-Намюр († 1353).
През 1371 г. Симон е пленен за много години. Освободен е след плащане на голям откуп. Чрез ранната смърт на неговия син Валрам графовете на Спонхайм-Кройцнах измират по мъжка линия. Симон III е погребан в църквата „Св. Павел“ в Кройцнах.

## Деца
- Валрам († 21 февруари 1382)
- Мария († 15 юни 1414)
- Елизабет (* 1365; † 31 юли 1417), наследничка, омъжена I. на 5 април 1381 г. за граф Енгелберт III фон Марк († 1391), II. между 1 януари и 30 август 1392 г. в Алцай за Рупрехт Пипан, наследствен принц на Курпфалц († 1397)